# August Hoppenbrock
August Hoppenbrock (* 14. Oktober 1905 in Gerden (Melle); † 14. Mai 1976 in Gerden (Melle)) war ein deutscher Politiker (NSDAP, CDU).

## Leben
Nach dem Besuch der Landwirtschafts- und Realschule in Herford arbeitete Hoppenbrock auf dem heimischen Hof in der Gemeinde Gerden (Melle) (später eingemeindet in die Stadt Melle). Zum 1. Dezember 1931 trat er der NSDAP bei (Mitgliedsnummer 919.587). 
Er war Vorsitzender des Kreisjugendlandbundes Melle und Vorstandsmitglied des Hannoverschen Junglandbundes. Bis zum 21. Januar 1935 amtierte er als Ortsgruppenleiter der NSDAP in seiner Heimatgemeinde. Seit 1939 diente er als Soldat und kam später in englische Kriegsgefangenschaft. Nach dem Krieg engagierte sich Hoppenbrock als Vorsitzender des Landwirtschaftlichen Vereins Melle und Oberlandwirtschaftsrichter in Oldenburg.
August Hoppenbrock war von 1955 bis 1967 Abgeordneter des Niedersächsischen Landtags für die CDU im Wahlkreis 82 Melle.
Sein Sohn Ernst-August Hoppenbrock ist ebenfalls Politiker.